# Анжервил ла Кампањ
Анжервил ла Кампањ (фр. Angerville-la-Campagne) насеље је и општина у северној Француској у региону Горња Нормандија, у департману Ер која припада префектури Евре.
По подацима из 2011. године у општини је живело 1.107 становника, а густина насељености је износила 305,8 становника/km². Општина се простире на површини од 3,62 km². Налази се на средњој надморској висини од 146 метара (максималној 147 m, а минималној 125 m).

## Демографија
| 1962. | 1968. | 1975. | 1982. | 1990. | 1999. | 2011. |
| ----- | ----- | ----- | ----- | ----- | ----- | ----- |
| 129   | 202   | 465   | 817   | 1.333 | 1.217 | 1.107 |

График промене броја становника у току последњих година